# Bacarra
Bacarra is een gemeente in de Filipijnse provincie Ilocos Norte op het eiland Luzon. Bij de laatste census in 2010 telde de gemeente bijna 32 duizend inwoners.

## Geografie

### Bestuurlijke indeling
Bacarra is onderverdeeld in de volgende 43 barangays:
| - Bani - Buyon - Cabaruan - Cabulalaan - Cabusligan - Cadaratan - Calioet-Libong - Casilian - Corocor - Duripes - Ganagan - Libtong - Macupit - Nambaran - Natba | - Paninaan - Pasiocan - Pasngal - Pipias - Pulangi - Pungto - San Agustin I - San Agustin II - San Andres I - San Andres II - San Gabriel I - San Gabriel II - San Pedro I - San Pedro II | - San Roque I - San Roque II - San Simon I - San Simon II - San Vicente - Sangil - Santa Filomena I - Santa Filomena II - Santa Rita - Santo Cristo I - Santo Cristo II - Tambidao - Teppang - Tubburan |

## Demografie
Bacarra had bij de census van 2010 een inwoneraantal van 31.648 mensen. Dit waren 163 mensen (0,5%) meer dan bij de vorige census van 2007. Ten opzichte van de census van 2000 was het aantal inwoners gegroeid met 1.980 mensen (6,7%). De gemiddelde jaarlijkse groei in die periode kwam daarmee uit op 0,65%, hetgeen lager was dan het landelijk jaarlijks gemiddelde over deze periode (1,90%).

De bevolkingsdichtheid van Bacarra was ten tijde van de laatste census, met 31.648 inwoners op 65,32 km², 484,5 mensen per km².

## Geboren in Bacarra
- Felino Palafox (16 maart 1950), architect.